# Pandanus durio
Pandanus durio är en enhjärtbladig växtart som beskrevs av Ugolino Martelli. Pandanus durio ingår i släktet Pandanus och familjen Pandanaceae. Inga underarter finns listade.